# Einiosaurus
Einiosaurus ("bizoní ještěr") byl rod středně velkého ceratopsidního dinosaura z kladu Pachyrhinosaurini, žijícího v období pozdní křídy (geologický věk kampán, asi před 75 miliony let). Jeho fosilie byly objeveny v sedimentech souvrství Two Medicine v Montaně (USA). Při délce kolem 4,5 až 6 metrů dosahoval odhadované hmotnosti kolem 1300 kg.

## Etymologie
Název tohoto dinosaura je kombinací indiánského jazyka Černonožců ("Býčí ještěr") a latinského druhového názvu "dopředu směřující roh".

## Objevy a popis

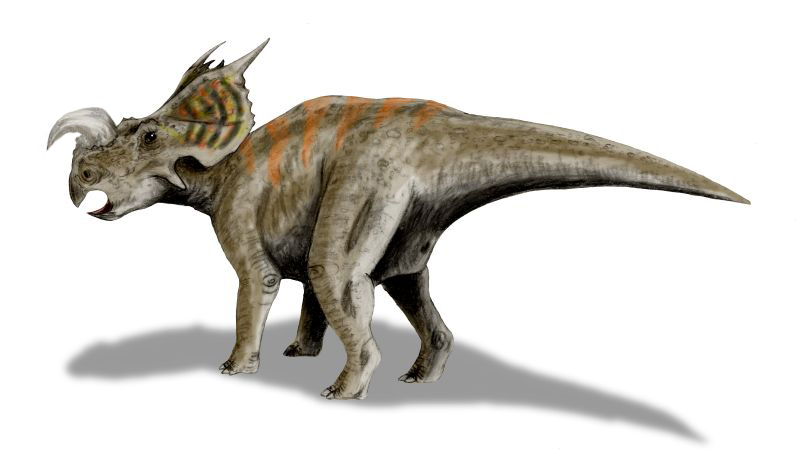
Rekonstrukce vzezření rodu Einiosaurus.

Dnes známe asi 15 jedinců tohoto rodu, a to různých věkových stadií. Všechny kostry byly objeveny paleontologem Jackem Hornerem v letech 1985-1989. V roce 1995 pak další paleontolog Scott D. Sampson tohoto dinosaura popsal, stejně jako jiný druh příbuzného ceratopsida, achelousaura.
Přímým evolučním předkem einiosaura může být druh Stellasaurus ancellae, objevený rovněž v sedimentech geologického souvrství Two Medicine na území Montany.